# نت ستات
نت ستات (بالإنجليزية: Netstat)‏ (شبكة إحصاءات) هي أداة للوحة الأوامر تعرض اتصالات الشبكة (الواردة والصادرة)و جداول التوجيه وعدد من احصاءات واجهة الشبكة. وهي متوفرا في يونيكس واشباه يونيكس، وأنظمة التشغيل المستندة إلى Windows NT. ويستخدم أيضاً هذا الآمر لايجاد مشاكل في الشبكة، وإلى تحديد كمية حركة الحزم على الشبكة وقياس أدائها. ويعتبر هذا الآمر من اوامر فحص الشبكات. في نظام يونكس، يعد هذا البرنامج قديمًا في الغالب، على الرغم من أنه لا يزال مدرجًا في العديد من التوزيعات.
في نظام التشغيل يونكس، تم استبدال netstat جزء من "net-tools" بـ ss (جزء من iproute2). استبدال  netstat -r  هو  ip route  ، واستبدال  netstat -i  هو  ip -s link  ، واستبدال  netstat -g  هو  ip maddr  ، وكلها موصى بها.